# Натадзе, Леван Ясонович
Леван Ясонович Натадзе (груз. ლევან (ლეო) იასონის ძე ნათაძე, 1880, Каспи, Горийский уезд — 1922, Тифлис) — грузинский педагог, публицист и политик, член Учредительного собрания Грузии.

## Биография
В 1899 году окончил 3-ю тифлисскую гимназию (с золотой медалью) и поступил на историко-филологический факультет Императорского Московского университета. Находился под арестом и отчислялся из университета за участие в студенческих политических волнениях.
После окончания университета преподавал в Народном университете. Некоторое время был учителем в Эриванской гимназии. Вернувшись на родину, сотрудничал с различными газетами и государственными образовательными учреждениями.
В 1919—1921 годах был членом Учредительного собрания Грузии от социал-демократической партии, председатель комиссии по образованию.
Похоронен в Дидубийском Пантеоне писателей и общественных деятелей.